# Pertik Ottó

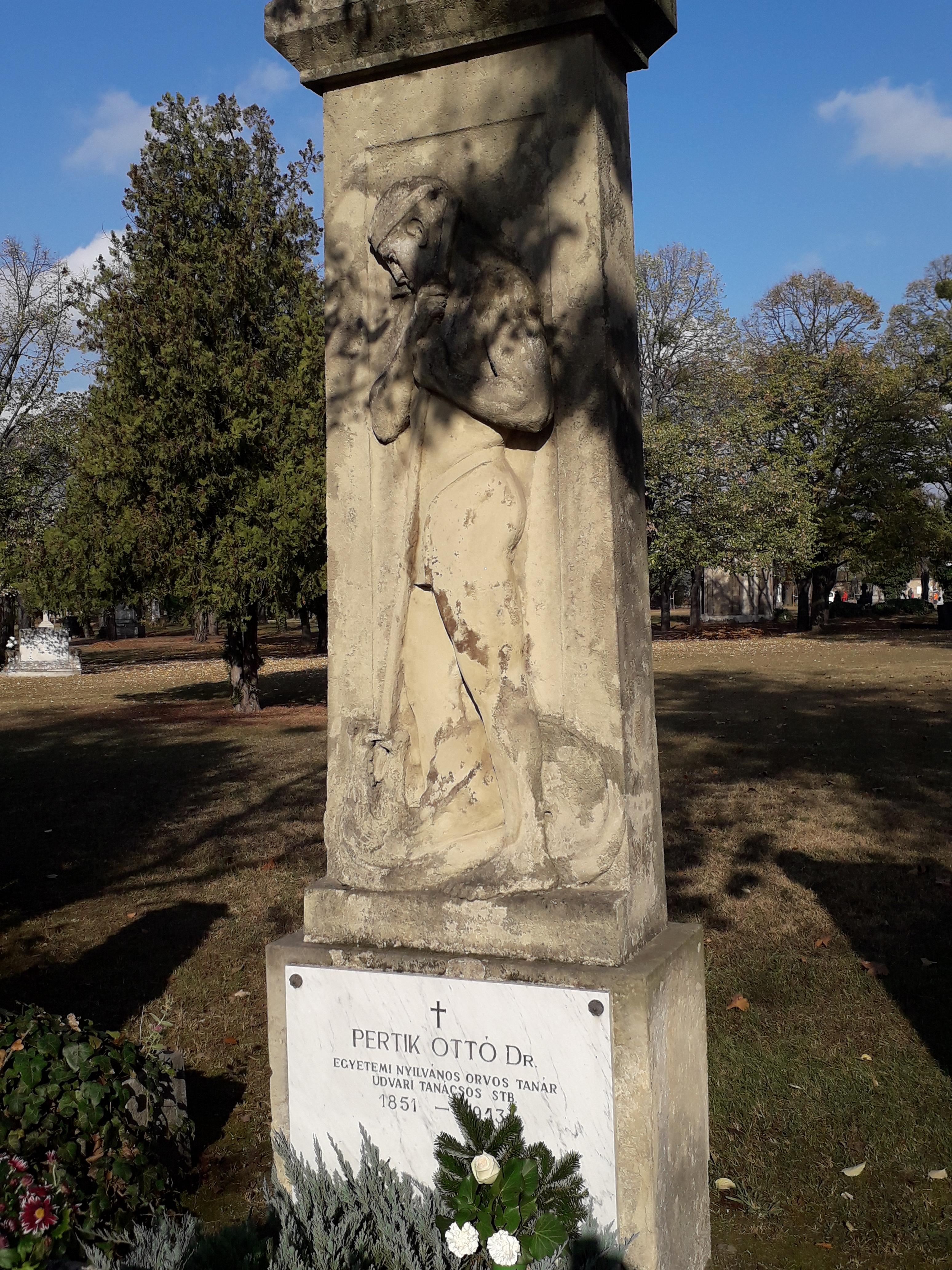
Sírja a Fiumei úti sírkertben

Pertik Ottó (Pest, 1851. december 11. – Budapest, 1913. február 28.) orvos, patológus, egyetemi tanár; a Magyar Tudományos Akadémia levelező tagja (1899).

## Pályája
Pertik Tamás szabómester és Knotkay Ágnes fiaként született. A Kegyes Tanítórendiek Pesti Főgimnáziumában érettségizett (1870). 1876-ban a Budapesti Királyi Magyar Tudományegyetemen avatták orvosdoktorrá.
Oklevelének megszerzése után a Mihalkovics Géza által vezetett Fejlődéstani Intézetben működött 1878-ig mint tanársegéd. Ezt követően előbb Párizsban Ranvier mellett a szövettan fejlettebb módszereivel ismerkedett, utána 1880-tól két évig Heinrich Wilhelm Waldeyer Strasbourgban működő anatómus első tanársegéde, majd újabb két évig Friedrich Daniel von Recklinghausen kórbonctani tanár első segéde volt 1884-ig. Még egy fél évet át Heinrich Anton de Bary laboratóriumában bakteriológiai tanulmányokat folytatott.
1885 elején visszatért Budapestre, ahol nemsokára az Üllői úti új közkórház (Szent István Kórház) Kórbonctani Osztályának főorvosává nevezték ki. 1887-ben a zsigerek kórbonctana című tárgykörből egyetemi magántanárrá habilitálták. 1890-ben a kórszövettani tanszék nyilvános rendkívüli tanárává, 1891-ben a fővárosi bakteriológiai intézet vezetőjévé nevezték ki. Az 1892. évi kolerajárvány idején az országos koleravizsgálatokkal, 1893-ban vidéki orvosok számára rendezett bakteriológiai kurzusok tartásával bízták meg. 1894-ben a budapesti nemzetközi közegészségi és demográfiai kongresszus alkalmával a fertőző betegségek szakosztályának elnöke volt. 1895-ben a kórbonctan és kórszövettan rendes tanára, a II. sz. kórbonctani intézet igazgatója lett; ekkor a bakteriológiai intézet vezetéséről lemondott. 1899. május 5-én a Magyar Tudományos Akadémia levelező tagjának választotta.
Tevékenyen részt vett minden orvostársadalmi ügyben. Elnöke volt az 1897-es moszkvai és az 1900-ban megrendezett párizsi nemzetközi orvosi kongresszus magyar bizottságának. Rendkívüli tagja volt az Országos Közegészségügyi Tanácsnak és az Igazságügyi Orvosi Tanácsnak, üléselnöke a budapesti orvosegyletnek (hat évig titkára is volt), választmányi tagja a Királyi Magyar Természettudományi Társulatnak és levelező tagja több külföldi társaságnak. „Elsőként írta le a később róla elnevezett divertikulum (gurdély) kórképét.”
Halálát szervi szívbaj okozta.

## Munkái
- Myelin és idegvelő (szövettani tanulmány, Budapest, 1880; németül: Archiv für mikroskopische Anatomie, 1881)
- Pasteur emlékezete (Budapest, 1896)
- Új gurdély az orr-garatűrben (Orvosi Hetilap, 1883)
- Új adat a gyomortágulások kóroktanához (Orvosi Hetilap, 1886)
- Jelentés a cholera-járvány alatt tett bakteriológiai vizsgálatok eredményeiről (Bp., 1893)
- Bevezetés a fertőző betegségek kórélettanába bakteriológiai szempontból (A belgyógyászat kézikönyve, I. köt., Bp., 1894)
- Eithelioma adamantinum malignum (Budapest, 1897)
- Jelentés dr. Nekám Lajos irodalmi munkásságáról (Budapest, 1898)
- Üdvözlő beszéde (Navratil 30 éves tanári jubileumára, Budapest, 1899).

Szerkesztette a Budapesti Királyi Orvosegyesület Évkönyvét 1892–93 és 1893–94-re és a Magyar Orvosi Archívumot (1892-től 1898-ig) Bókay Árpáddal és Klug Nándorral együtt. (Ez utóbbi 1893–1894-ben németül is megjelent Wiesbadenben 3 kötetben).